# Alexander Aloysius McGuckian
Alexander Aloysius McGuckian SJ (Ballymena, condado de Antrim, Irlanda, 26 de fevereiro de 1953) é um ministro irlandês e bispo católico romano de Raphoe.
Alexander Aloysius McGuckian entrou na Congregação Jesuíta em 21 de outubro de 1972. Ele estudou espanhol e latim no University College Dublin e filosofia no Jesuit Study Centre em Milltown Park e teologia católica no Regis College, University of Toronto. McGuckian recebeu o Sacramento da Ordem Sagrada em 22 de junho de 1984.
De 1988 a 1989, McGuckian trabalhou como professor no Clongowes Wood College e de 1990 a 1991 concluiu o ensino superior em Tamil Nadu. Ele era então diretor do Centro Jesuíta de Comunicações em Dublin. Alexander Aloysius McGuckian fez a profissão perpétua em 15 de fevereiro de 1997. Em 1999 tornou-se editor do jornal An Timire e em 2009 Superior do ramo dos Jesuítas de Belfast. Desde 2012, McGuckian atua como diretor do Escritório da Igreja Viva da Diocese de Down e Connor e, desde 2015, também é Consultor da Província Jesuíta da Irlanda.
Em 9 de junho de 2017, o Papa Francisco o nomeou Bispo de Raphoe. Foi consagrado bispo pelo arcebispo de Armagh, Eamon Martin, em 6 de agosto do mesmo ano. Os co-consagradores foram seu predecessor Philip Boyce OCD e o bispo de Down e Connor, Noël Treanor.